# キシラン 1,4-β-キシロシダーゼ
キシラン 1,4-β-キシロシダーゼ(Xylan 1,4-b-xylosidase、EC 3.2.1.37)は、(1->4)-β-D-キシランの非還元末端から連続的にキシロース残基を加水分解する酵素である。系統名は、4-β-D-キシラン キシロヒドロラーゼ(4-beta-D-xylan xylohydrolase)である。キシロビアーゼ(xylobiase)、β-キシロシダーゼ(beta-xylosidase)等とも呼ばれる。